# Vương cung thánh đường Thánh Lôrensô Ngoại thành
Vương cung thánh đường Thánh Lôrensô Ngoại thành (tiếng Ý: Basilica di San Lorenzo Papale Fuori le Mura) là một nhà thờ Công giáo nằm ở Roma, Ý. Đây là một trong bảy nhà thờ hành hương chính của Roma và là một trong năm nhà thờ có được danh hiệu là "vương cung thánh đường tông tòa" (còn gọi là "đại vương cung thánh đường"), nhà thờ này giao tượng trưng cho Tòa thượng phụ Jerusalem. Nhà thờ này có ngôi mộ của Thánh Lôrensô - một trong bảy phó tế đầu tiên của Roma, tử đạo vào năm 258.